# کییوویتس-کولونگا
کییوویتس-کولونگا (به لهستانی:  Kijowiec-Kolonia) یک روستا در لهستان است که در گمینا زالشه واقع شده‌است.